# Dekanat Wrocław zachód I (Kozanów)
Dekanat Wrocław zachód I (Kozanów) – jeden z 33 dekanatów w rzymskokatolickiej archidiecezji wrocławskiej.
W skład dekanatu wchodzi 9 parafii:
- Parafia św. Maksymiliana Marii Kolbego →  Wrocław-Gądów Mały
- Parafia Miłosierdzia Bożego → Wrocław-Gądów Mały
- Parafia św. Jadwigi → Wrocław-Kozanów
- Parafia św. Agnieszki → Wrocław-Maślice
- Parafia Najświętszej Maryi Panny Nieustającej Pomocy → Wrocław-Muchobór Mały
- Parafia św. Michała Archanioła → Wrocław-Muchobór Wielki
- Parafia Opatrzności Bożej → Wrocław-Nowy Dwór
- Parafia Macierzyństwa Najświętszej Maryi Panny → Wrocław-Pilczyce
- Parafia Najświętszej Maryi Panny Królowej Pokoju → Wrocław-Popowice

## Dziekani
- ks. prałat Antoni Reczuch (1957?–1975)[1]
- ks. Michał Florkiewicz (1975–1987?)[2]
- ks. prałat Dominik Mazan (1987–2001)[3]
- ks. prałat Franciszek Skorusa (2001–2010)[4]
- ks. prałat Andrzej Nicałek (2010–2018)[5]
- ks. kan. Krzysztof Hajdun (od 2019)